# Shinji Hosokawa
Shinji Hosokawa, född den 2 januari 1960 i Ichinomiya, Japan, är en japansk judoutövare.
Han tog OS-guld i herrarnas extra lättvikt i samband med de olympiska judotävlingarna 1984 i Los Angeles.
Han tog OS-brons i samma viktklass i samband med de olympiska judotävlingarna 1988 i Seoul.